# Seowon (métro de Séoul)
Seowon (en coréen : 서원역) est une station de passage de la ligne Sillim du métro de Séoul. Elle est située au 808-407 Sillim-dong, dans l'arrondissement de Gwanak-gu à Séoul en Corée du Sud.
Ouverte en 2022, la station est desservie par les rames automatiques qui circulent sur la ligne.

## Situation sur le réseau

Plan du réseau (2023)

Établie en souterrain, la station de passage Seowon est située sur la ligne Sillim du métro de Séoul, entre la station Sillim, en direction du terminus nord Saetgang, et la station Seoul National University Venture Town, en direction du terminus sud Gwanaksan.

## Histoire
La station Seowon est mise en service le 28 mai 2022, lors de l'ouverture à l'exploitation des 8,1 km de la ligne Sillim du métro de Séoul,.

## Services aux voyageurs

### Accès et accueil
Établie au 808-407 Sillim-dong, la station dispose de deux niveaux en sous-sol : au niveau le plus profond se situe la station avec ses deux voies encadrées par deux quais latéraux équipés de portes palières. Deux ascenseurs, un escaliers et un escalier mécaniques, permettent les liaisons avec la mezzanine ou l'on trouve notamment les automates pour l'achat des titres de transport et les tourniquets de contrôle. Un ascenseur fait directement le lien avec la surface alors qu'un escalier et un escalier mécanique ont un palier intermédiaire avant d'atteindre les deux accès/sorties, numérotés 1 et 2, situés en surface. Outre les ascenseurs, la station dispose de toilettes et d'une salle de soin pour les personnes en situation de handicap.

### Desserte
Seowon est desservie par les rames automatiques de la ligne Sillim.

Installations ligne Sillim
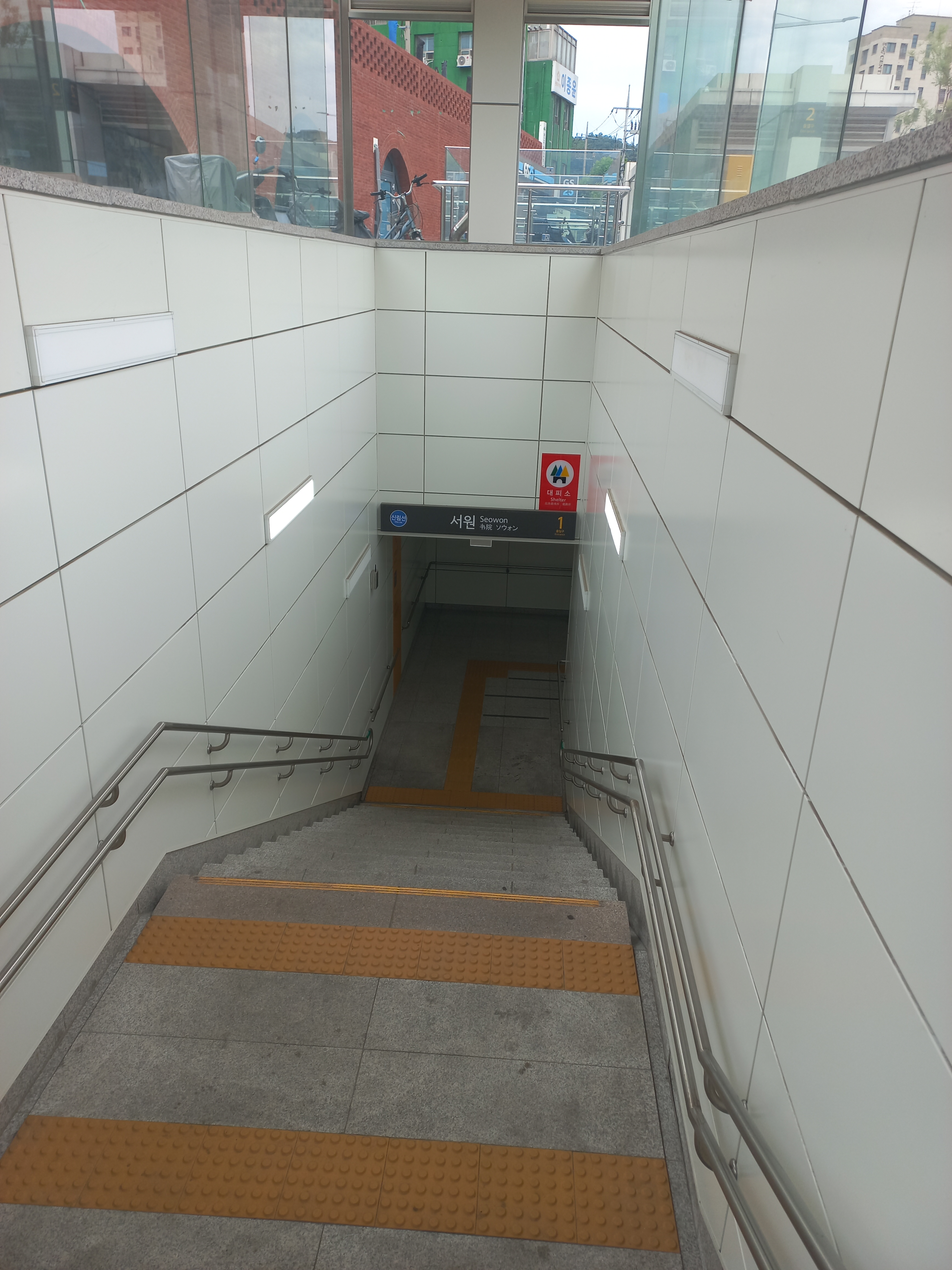
En 2023.
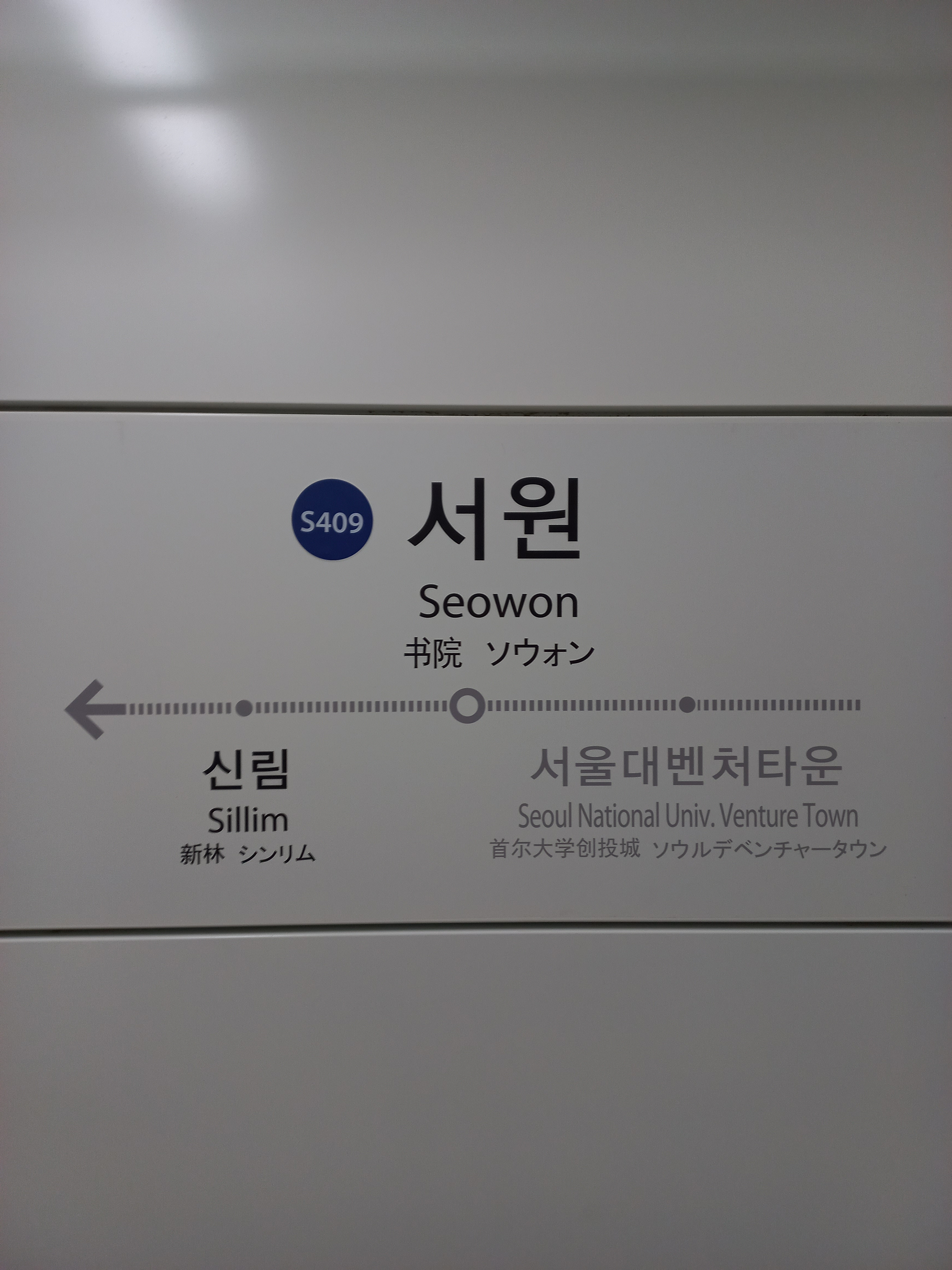
En 2022.
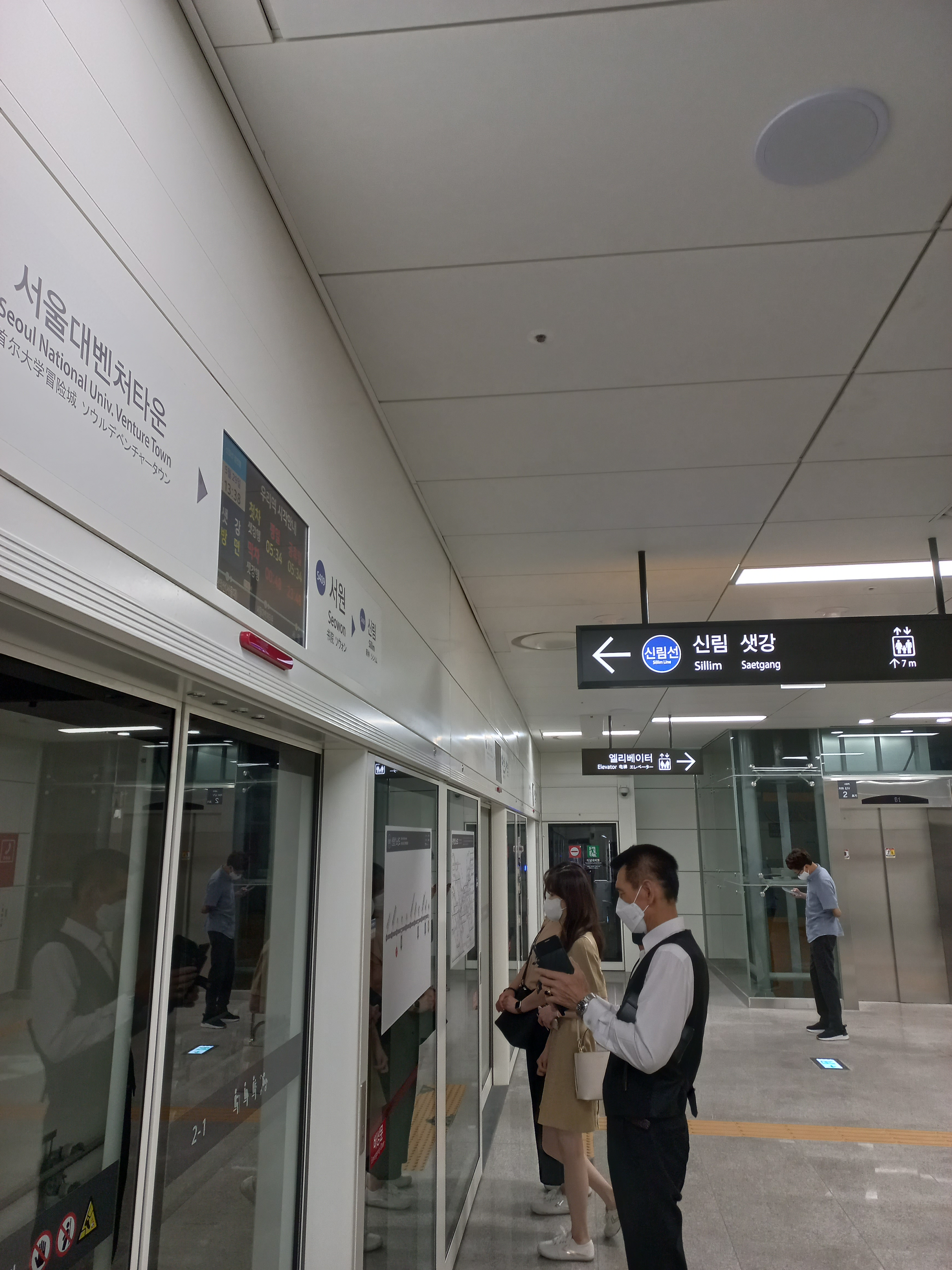
En 2022.

### Intermodalité
Des arrêts de bus sont situés à proximité des accès.

## À proximité
Elle dessert notamment un petit quartier commercial le long du ruisseau Dorimcheon